# Ступор
Ступор (од латинске stupere, запањен) је стање утрнулости готово свих функција личности, праћено укоченошћу, летаргијом и абулијом. Особа у стању ступора препознаје се по томе што непрестано ћути, уопште не реагује на дражи, одбија храну, има непомично држање тела, лице непокретно попут маске, суморан и одсутан поглед. У том стању су крути, неми и само дају назнаке свести, као што су отворене очи, које прате околне објекте.
Карактеришу га оштећења у реакцијама на спољашње стимулансе, обично се појављује током заразних болести, компликованих токсичних стања, јаке хипотермије, менталних болести (нпр. схизофреније, тешка клиничка депресија), епилепсије, васкуларних болести (нпр. хипертензивних енцефалопатија), шока (нпр сазнање о смрти или преживљавање удеса), неоплазме (нпр. тумори мозга), недостатак витамина Д и других обољења.

## Симптоми
Ако се не стимулише од споља, пацијент са ступором ће бити поспан већину времена. У неким екстремним случајевима тешких депресивних поремећаја пацијент може да постане непокретан, губи апетит и занемели. До кратких периода ограничене респонзивности се може доћи услед интензивне стимулације (на пример бол, јака светлост, буке, шок).